# Karl Frederik Danielsen
Karl Frederik Danielsen (født 11. april 1971 i Uummannaq) er grønlandsk politiker (Siumut) og lærer.

## Liv
Karl Frederik Danielsen gik fra 1988 til 1991 på gymnasiet i Aasiaat. Efterfølgende begyndte han at studere administration på Ilisimatusarfik, men afbrød studierne i 1993 på grund af sin moders død. I stedet begyndte han året efter at arbejde som tankvognschauffør og var fra 1995 til 1997 fanger og fisker. Derefter blev han skrevet op på Ilinniarfissuaq for at uddanne sig til lærer. Efter endt studium blev han ansat som lærer i 2001 på Qorsussuaq i Nuuk og skiftede i 2003 til folkeskolen i Kangaatsiaq for at arbejde der i 1 år. Derefter vendte han tilbage til Qorsussuaq. Fra 2005 til 2008 var han viceskoleinspektør, fra 2008 til 2010 konstitueret skoleinspektør og derefter skoleinspektør i 1 år, før skolen blev lukket i 2011. Fra 2011 til 2012 var han mellemleder for skoleafdelingen i Kommuneqarfik Sermersooq med ansvar for økonomi. Fra 2012 til 2015 var han skoleinspektør i Kangaatsiaq. Derefter var han skoleinspektør i Nanortalik fra 2015 til 2016. Fra 2016 til 2017 var han formand for lærerforeningen IMAK, og siden 2018 har han atter arbejdet som skoleinspektør for folkeskolen i Nanortalik.
Karl Frederik Danielsen opstillede ved landstingsvalget i 2018. Han fik 98 stemmer og kom dermed ikke i Landstinget. Den 29. november 2018 blev han uden landstingstilknytning udnævnt til bolig- og infrastrukturminister i stedet for Simon Simonsen, der trådte tilbage, i Landsstyret Kim Kielsen IV, hvilken han fortsatte med at være i Landsstyret Kielsen V.
Med sin kone Bolethe "Bola" har han to voksne stedsønner.